# 乳房
乳房（拉丁語：Mamma）位處於哺乳动物的胸部或腹部，左右成对出现。雌性的乳房包含乳腺等腺体，可分泌乳汁哺育幼兒。男性乳房一般不發育，但存有乳腺組織。
在胚胎期雄性和雌性有相同的乳房组织结构，但青春期时，雌性体内的激素，尤其是雌激素会刺激乳房发育，使脂肪在胸部堆积。而男性体内的雄性激素会阻止乳房发育，因此成年女性的乳房要比男性大很多，發育的乳房是女性的第二性徵。
雌激素、黄体激素和催乳素会调节乳房形态，因此乳房会随著月经周期变化。在孕期，激素会促使乳房膨大，准备分泌乳汁。
單側乳房腺體分為14至18個腺葉；腺葉及其前方表淺部的皮下脂肪組織、夾雜充填腺葉間的脂肪和結締組織、腺葉後方深層部的脂肪和疏鬆結締組織，共同決定了乳房的體積及形狀。腺葉由許多乳腺小葉（lobules）組成，依激素訊號而分泌乳汁。

## 生理概述

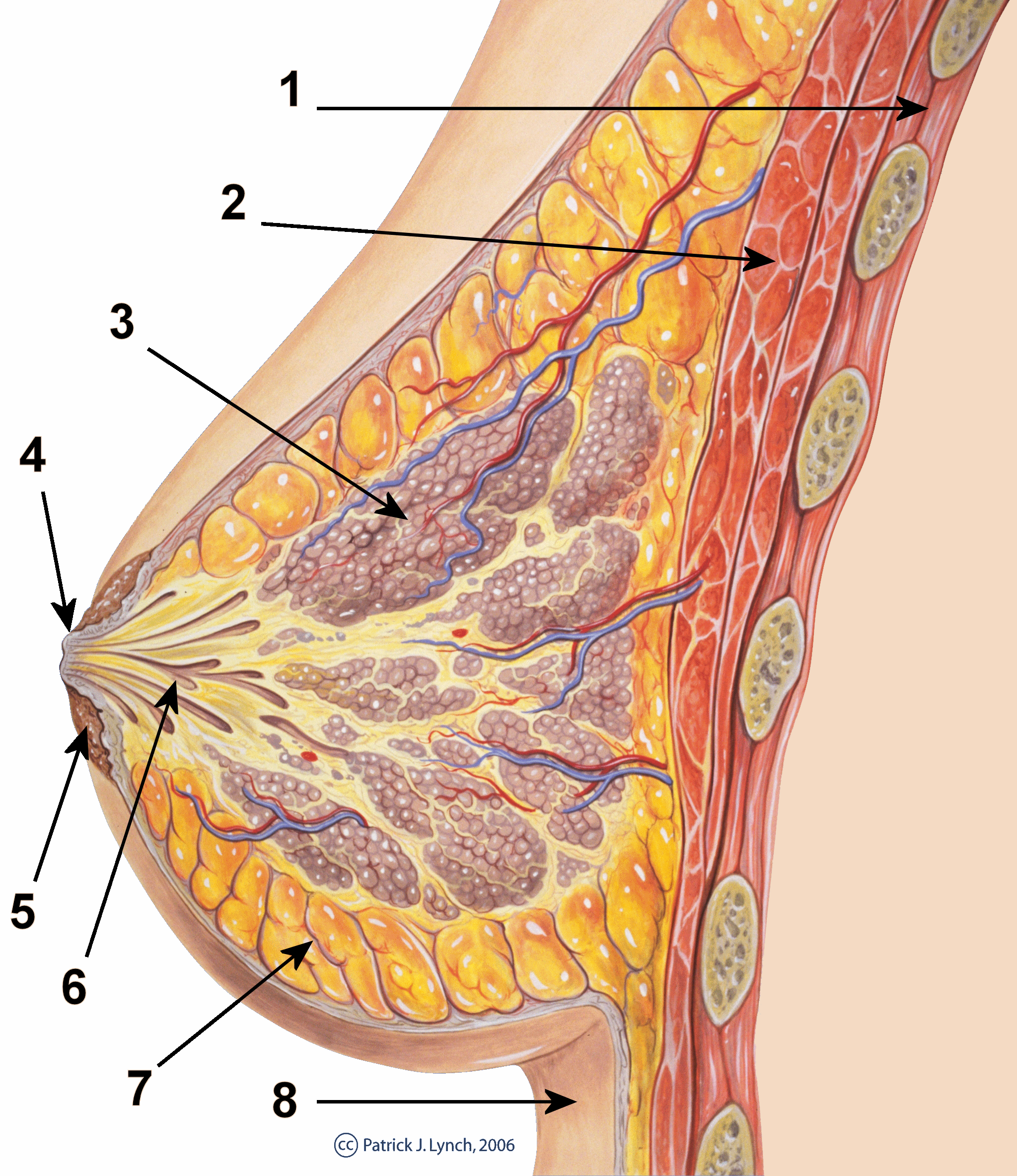
女性乳房乳腺的縱切面，标号的组织分别为：

1. 胸腔壁（英语：Chest wall）
2. 胸大肌
3. 乳腺小葉
4. 乳頭
5. 乳暈
6. 乳腺管
7. 脂肪組織
8. 皮膚

### 解剖学
乳房位于胸大肌上，通常是从第二肋骨延伸到第六肋骨的范围，内侧到胸骨旁线，外侧可达腋中线。

### 外观
成年未产的女性，乳房呈半球形，紧实而富有弹性。妊娠后期和哺乳期，因为乳腺增生，乳房明显增大。当哺乳停止后，乳腺萎缩，乳房变小。老年妇女的乳房，因为弹性纤维的减少，乳房松弛下垂。
乳房表面正中为乳头，其表面是输乳管的开口。乳头由致密的结缔组织和平滑肌组成。平滑肌呈环形或放射状排列，起括约作用。当有机械刺激或是神经信号来临时，平滑肌会收缩积压导管，乳头勃起挺直，乳汁能顺着输乳管，经过乳头的小孔外流。乳头旁边的色素沉着区被称为乳晕。乳晕表面的点状隆起是深部乳晕腺开口部位，即蒙哥馬利氏腺。它们可分泌脂性物质，作用是润滑和保护。乳头和乳晕的皮肤薄弱，容易损伤。

### 解剖结构
乳房主要由腺体、导管、脂肪组织和结缔组织等构成。
乳房的纵切面犹如一棵倒生的树。“根”就是乳头，而“树冠”则是分支众多的呈辐射状排列的乳腺叶。乳房的皮下为脂肪组织。乳腺、结缔组织及脂肪的量共同決定乳房的大小与形状。由脂肪組織发出的纤维隔将乳腺分为14到18个乳腺叶。每个腺叶都有一个输乳管。输乳管会在近乳头处形成膨大的输入管窦，末端变细并开口于乳头。
乳房皮肤与深部胸筋膜有很多乳房悬韧带，它们其实是结缔组织。其作用是固定和支持。

## 發育

坦納分期將女性乳房及陰毛的發育分為五個不同的階段

男性和女性在兒童時的乳房形態結構是相同的。在青春期乳房發育時，因為體質、營養及生活習慣的不同，女子的乳房會呈現不同的發育階段，可以用坦納分期來表示：
1. 乳頭微突出。
2. 小乳暈與乳頭突出。
3. 乳暈與乳頭增大。
4. 乳暈與乳頭突出。
5. 乳暈與乳房呈一體，且乳頭突出。

內分泌愈健全者，此發育五階段則愈完整。
在乳房發育時，左右乳房大小可能會不對稱，一般是左側乳房略大，這種不對稱情形是暫時的，在女性的身體發展和性發展上也是正常的。不過有時也會有異常的乳房發育情形，可能是過度發育（例如巨乳症）或是發育不良，若是男性的乳房有類似乳房的發育情形，則為男性乳房发育症，一般是因為男性體內雌激素和睾酮不平衡所造成。

### 不對稱

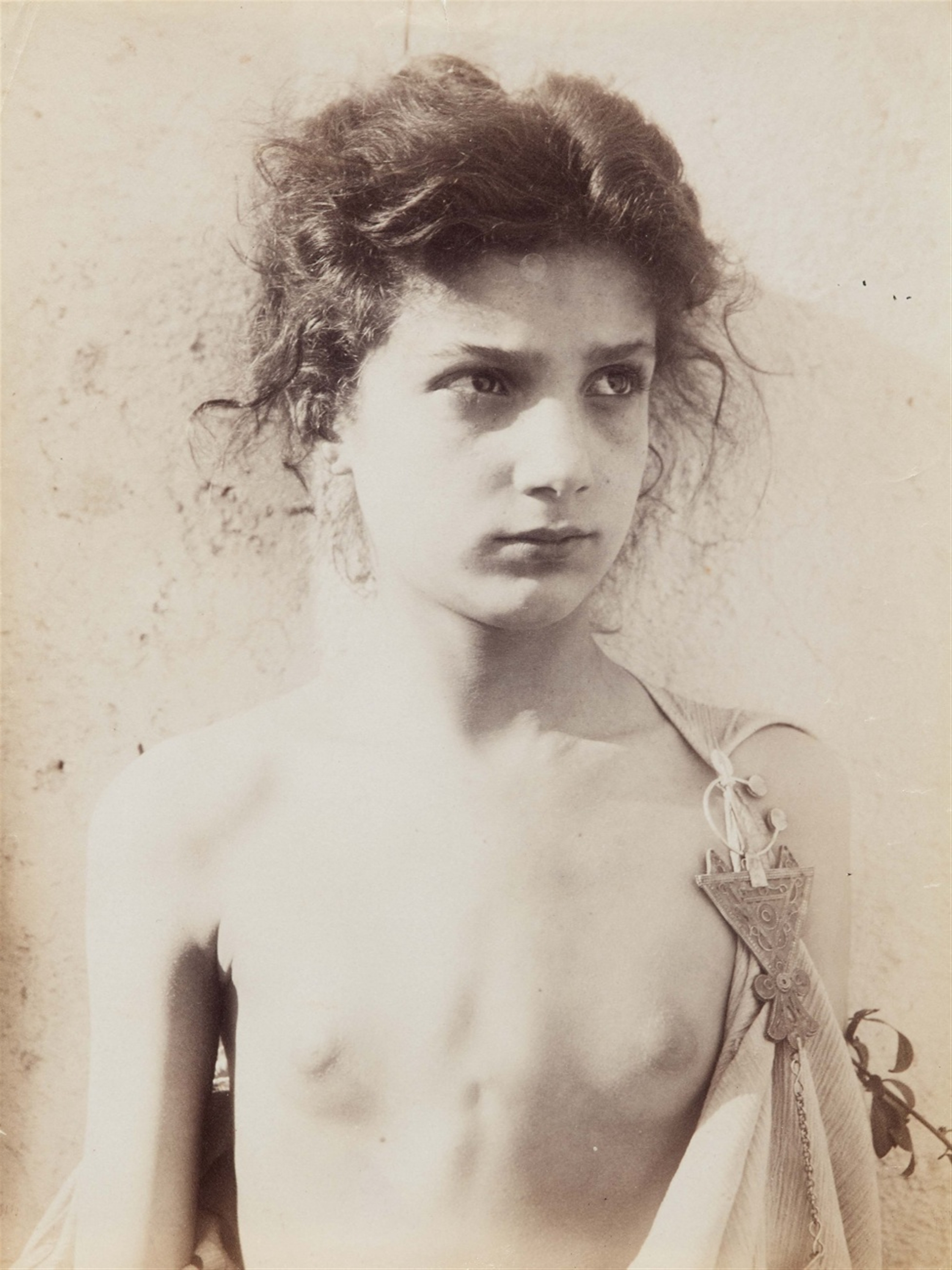
少女乳房漸長而暫不對稱

約在青春期後二年（以初經為準計算），雌激素會使乳腺、脂肪組織及库柏氏悬韧带等組織成長，約成長到21歲時其乳房的大小、體積及密度才會固定。約百分之九十的女性，其乳房都有一定程度的不對稱，可能是大小、體積或是其相對位置。不對稱可能表現在乳房的大小、乳头乳晕复合体（NAC）的位置、乳房的角度，或是乳房下皱襞（乳房下方和胸廓連接之處）的位置。
有約5%至10%的女性乳房有明顯的不對稱，有些左乳會比右乳大62%，這是因為左乳較靠近心臟，有較多的動脈及靜脈，而且有心臟周圍保護用的脂肪層。多達25%的女性曾有過兩側乳房大小相差到一個罩杯的程度。
若女性對乳房的不對稱感到不適，可以用適當的內衣或是矽膠胸墊等減小兩側的不對稱。也可以用手術的方式調整，其中包括血小板注射脂肪轉移的微創手術，將大腿的脂肪移植到較小的乳房。依不對稱程度不等，也可以進行其他的調整性乳房成形術，例如乳房固定術、縮胸或是隆乳手术等。大部份的外科醫師至少要在兩側乳房相差至少一個罩杯的前提下，才會進行隆乳手術。

### 荷爾蒙的變化及影響
雌激素、黃體素、催乳素三種荷爾蒙與乳房發育有關。
- 雌激素可使脂肪堆積在乳房，促進乳房的基質組織以及乳腺導管系統發展。但對於製造乳汁的乳腺小葉和小泡無太大影響。
- 黃體素促進乳腺小叶末端导管发展成为小腺泡。不過只有黃體素不會使乳房分泌乳汁。
- 催乳素（在懷孕期間）與黃體素一起促進乳腺發育。分娩后，催乳素的分泌大量增加，乳腺开始泌乳。

乳房本身也會分泌少量雌激素，是更年期之後的重要雌激素來源。

## 功能

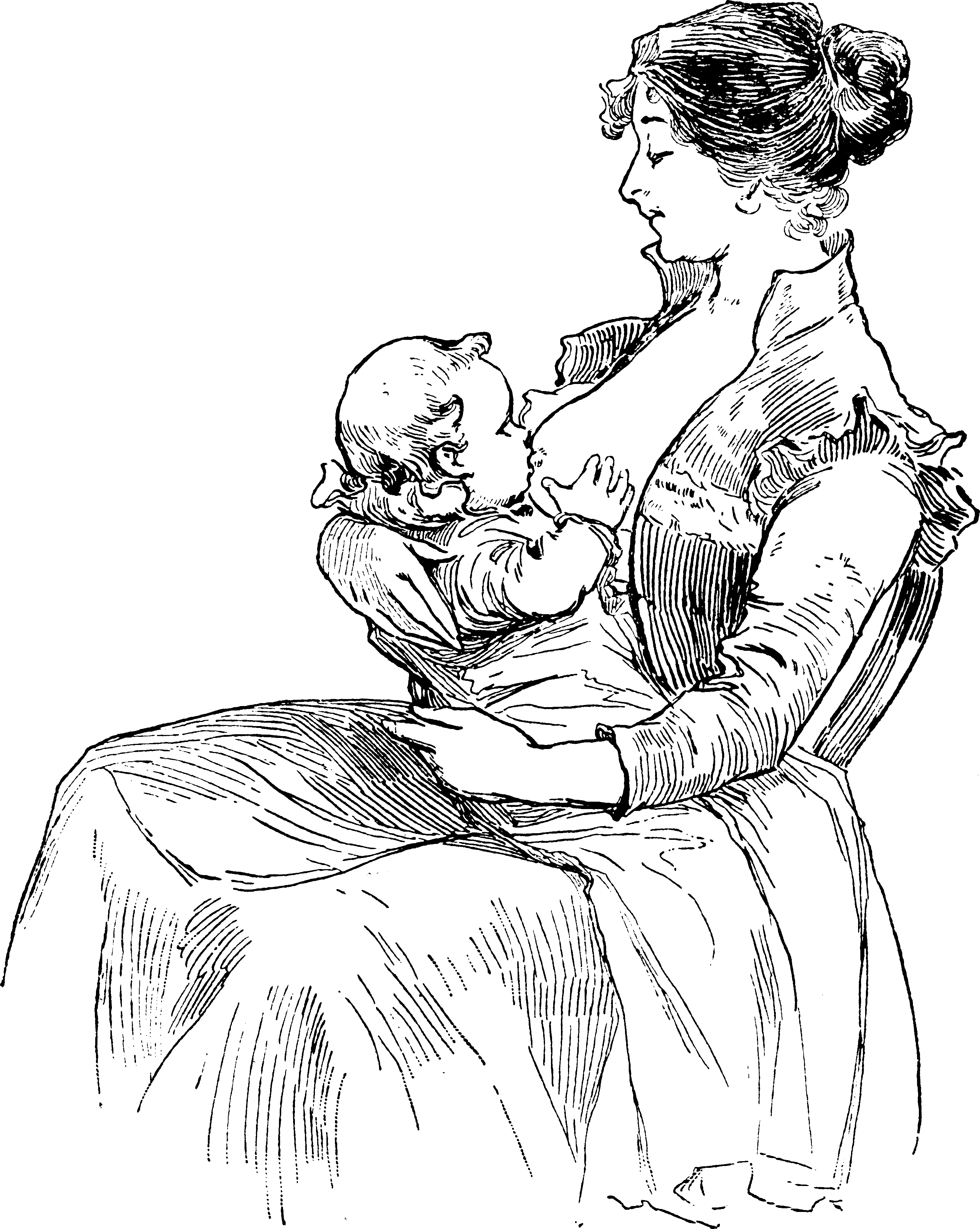
餵哺母乳

哺乳是女性乳房的性生理功能之一。女性在分娩后，受到催乳素等激素的作用和婴儿的吸吮刺激，乳房开始规律地产生并排出乳汁，供母乳喂养。
乳房是女性第二性征。在性行為中，乳房是女性除生殖器以外最性敏感的器官。在性刺激时，如触摸、爱抚、亲吻等，乳头勃起，乳房表面静脉充血，乳房胀满、变大等。至性高潮来临后，这些变化逐渐恢复正常。

## 文化和历史

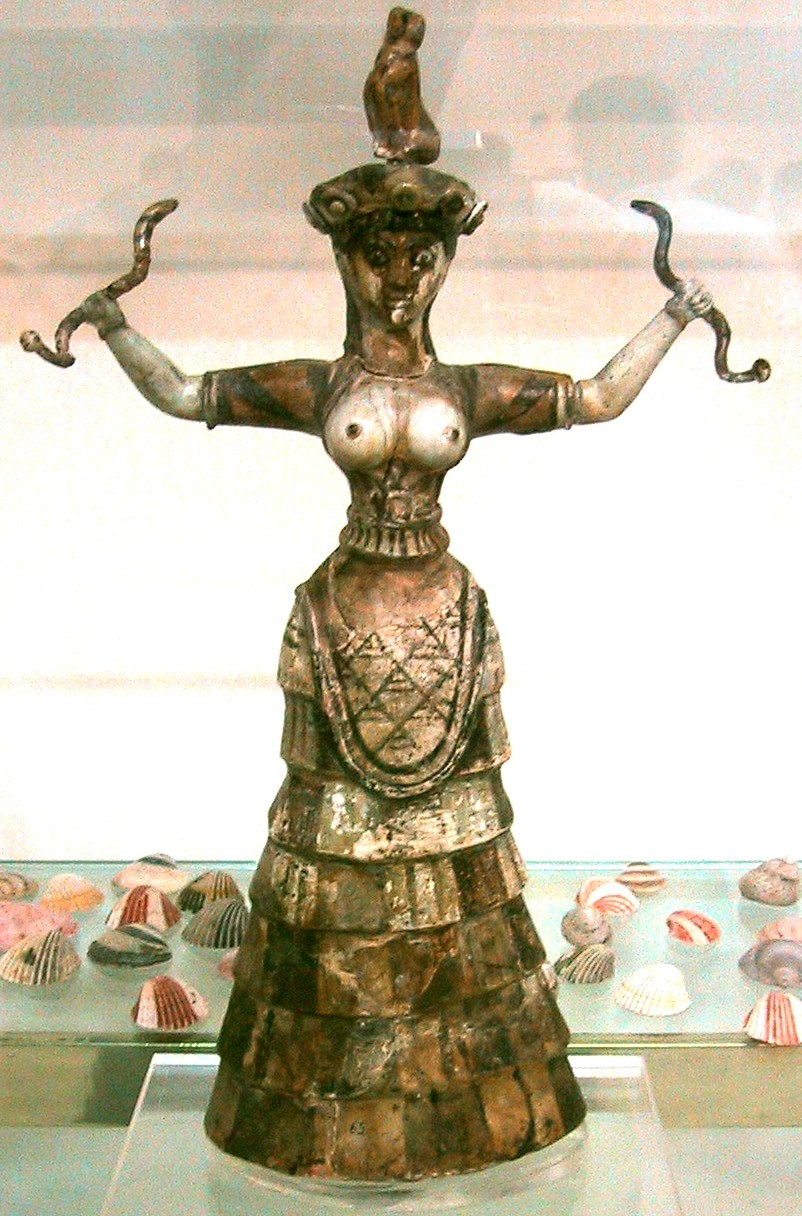
一個出現於米諾斯文明（約公元前1600年）的克里特島蛇女神

在古埃及，女性如果拥有丰满的乳房，则象征着良好的生育能力與母性。在电影《埃及艳后》中古埃及女王曾经表示，她拥有丰满的乳房，是母仪天下的标志。
在民國初年，多位知識分子曾發起“天乳運動”。

### 藝術史

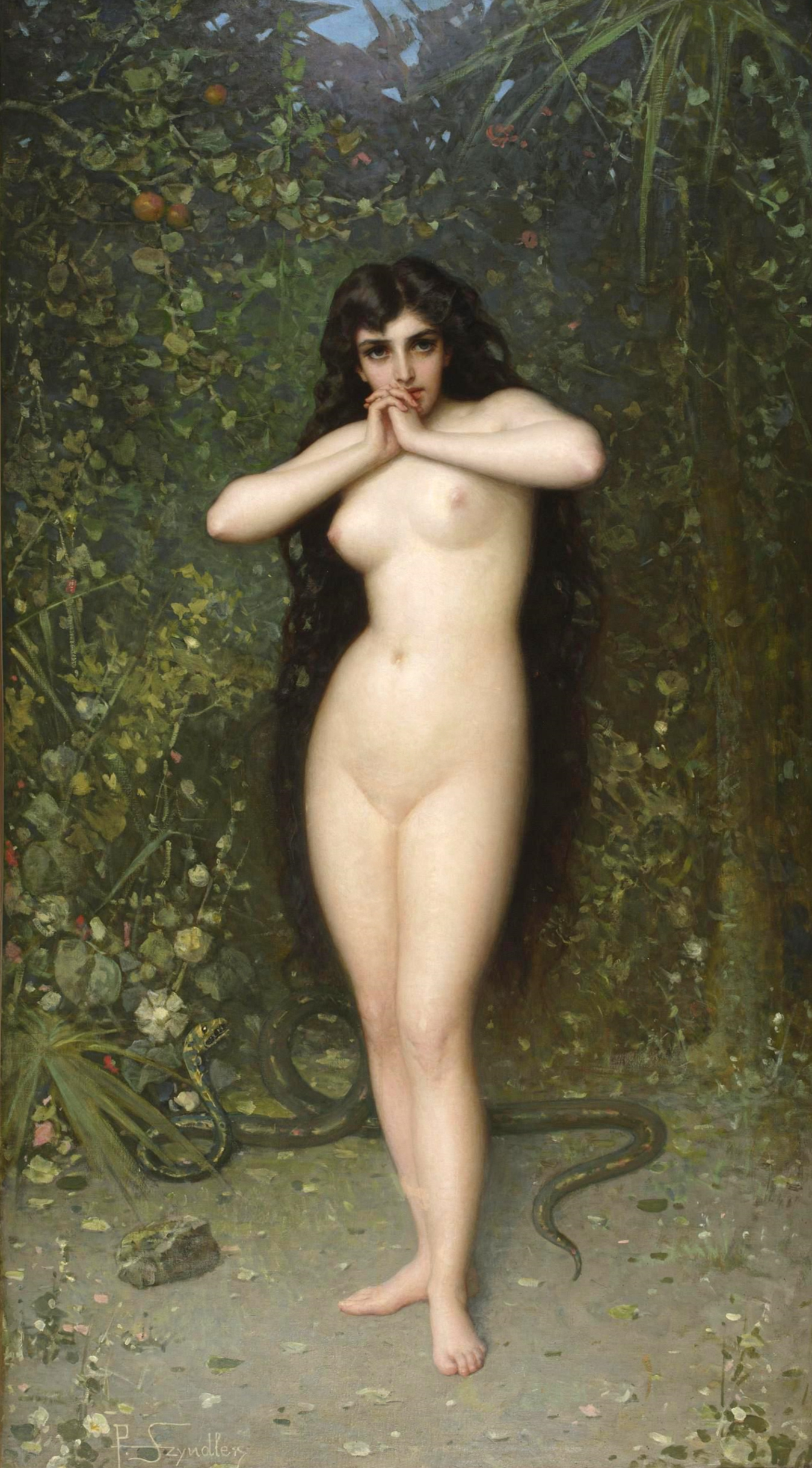
《夏娃》，潘塔萊昂·辛德勒，1889年

在歐洲的史前社會，女性的雕塑具有明顯或極度誇張的乳房是十分常見的。一個典型的例子就是維倫多爾夫的維納斯，是舊石器時代所作，帶有豐滿的臀部和乳房的維納斯小雕像。

## 疾病和保健

### 病患

#### 感染和炎症
- 乳腺炎、急性乳腺炎

#### 良性乳房疾病
- 女性乳腺小叶增生
- 男性乳房发育症
- 乳头内陷

#### 恶性乳房疾病
乳癌是由於惡性腫瘤侵略並破壞乳房正常組織而形成的癌病。腫瘤也可能擴散到其他地方。乳癌是全世界女性最常見的癌症，約佔女性癌症的25%，2012年有168萬名乳癌病例，約有52萬人死亡。多發生在40歲以上的婦女。是比較容易早期發現的癌病。但常因為害怕治療時切除乳房，而耽誤治癒機會。
男性乳房疾病的发病率很低，但也有男性罹患乳癌的情形。

### 运动损伤和其他

#### 保护
1. 注意卫生。
2. 选择大小适中的内衣。
3. 考慮自我檢查，醫師觸診和乳房攝影術檢查，有助於早期發現乳癌，並降低其死亡率。

## 性
成年女性的乳房具有性吸引力，也是性感帶之一，有些女性能藉此促進性興奮。但乳頭的突陷、乳暈的大小並不與性趣或性能力呈正相關。
乳房刺激的反應因人而異。其他對於乳房的刺激，如衣裳的摩擦、內衣包裹不良（太緊或太鬆垮），都有可能造成對乳房敏感度的影響。
女性乳頭性興奮（乳頭愛撫）時會堅挺，乳暈會充血，也會分泌催產素。因此若孕婦乳房刺激過度，很有可能刺激子宮收縮、造成早產的疑慮。男性也會有乳頭堅挺感應，常與阴茎的勃起一致，且乳暈也會有充血情形（乳房及上腹部會出現性紅斑）。
性行為之前常會有乳房調情的動作，有一些特殊的動作或性行為方式和女性乳房相關。乳交或稱半身性交。男性將陰莖放入乳溝中，女性用乳房夾緊陰莖來回摩擦，以達到性高潮射精。虐乳屬BDSM（虐戀）一種，即以各種方式對乳房、乳頭部位進行直接或間接刺激、虐待，酷刑，主要是要讓受虐癖者受強烈刺激而產生痛快感。

## 延伸閱讀
- Marilyn Yalom：《乳房的歷史 （页面存档备份，存于）》